# Vladimíra Klimecká
Vladimíra Klimecká (* 17. července 1964 Horní Bečva) je česká spisovatelka a laureátka Literární ceny Knižního klubu za rok 2013.

## Život a dílo
Vladimíra Klimecká se narodila v roce 1964 v Zlínském kraji a vystudovala na gymnáziu Františka Palackého ve Valašském Meziříčí. Poté krátce pracovala v oční optice v Rožnově pod Radhoštěm. Po svatbě se přestěhovala na jižní Moravu do Hodonína, kde žila 16 let. Pracovala v Čedoku, Moravských naftových dolech (MND) a poté více než 20 let ve státní správě na majetkoprávním oddělení.
Psaní, kterému se věnuje už od mládí, je pro ni především koníčkem a odpočinkem. V mládí rovněž hojně četla a i když nemá žádné spisovatelské vzdělání, právě zážitek z dobré knihy ji inspiroval k vlastní tvorbě. Zpočátku psala především povídky, její knižní prvotinou je historický román pro mladé lidi Poturčenec. Román Druhý život Marýny G. zachycuje na osudech čtyř generací žen dějiny 20. století na Valašsku. Kniha byla oceněna Literární cenou Knižního klubu za rok 2013.
Děj knihy se odehrává především v obci Bukoviny na jižním svazích beskydské Kněhyně, majestátné hory dodnes patřící více přírodě než lidem. Zde na počátku dvacátého století taky začíná příběh Marušky, nemanželského dítěte z Ostravy, které si osvojili místní bezdětní manželé Bartkovi žijící v poslední chalupě v dolině. Z Marušky se časem pro okolí stala Marýna od Lučanských (dle původních majitelů chalupy). Jí sága rodu začíná, a s každým další příběhem, s každou další hrdinkou, se posunujeme v čase kupředu. A přestože se ne vždy odehrává na tomto místě, vždy se vyprávění vrací k osadě Bukoviny.
Vladimíra Klimecká je členkou Literárního kruhu autorů Hodonínska. Žije ve Vacenovicích u Kyjova. Má tři děti a dvě vnoučata. Valašsko, její rodný kraj, je jí stále blízké a ráda se tam vrací.

## Literární tvorba
- Poturčenec. (Ilustrace Emil Křížka), Dům kultury - Městské kulturní centrum, Hodonín 1999, ISBN 80-260-6047-4
- Druhý život Marýny G. (Román). Knižní klub, Praha 2013, ISBN 978-80-242-4111-1

## Ocenění
- 2013: Literární cena Knižního klubu